# Лямбда-исчисление
Ля́мбда-исчисле́ние (λ-исчисление) — формальная система, разработанная американским математиком Алонзо Чёрчем для формализации и анализа понятия вычислимости.

## Чистое λ-исчисление
Чистое λ-исчисление, термы которого, называемые также объектами («обами»), или λ-термами, построены исключительно из переменных применением аппликации и абстракции. Изначально наличие каких-либо констант не предполагается.

## Аппликация и абстракция
В основу λ-исчисления положены две фундаментальные операции:
- Аппликация (лат. applicatio — прикладывание, присоединение) означает применение функции к заданному значению аргумента (то есть вызов функции). Её обычно обозначают {\displaystyle f\ a}, где {\displaystyle f} — функция, а {\displaystyle a} — аргумент. Это соответствует общепринятой в математике записи {\displaystyle f(a)}, которая тоже иногда используется, однако для λ-исчисления важно то, что {\displaystyle f} трактуется как алгоритм, вычисляющий результат по заданному входному значению. В этом смысле аппликация {\displaystyle f} {\displaystyle a} может рассматриваться двояко: как результат применения {\displaystyle f} к {\displaystyle a}, или же как процесс вычисления этого результата. Последняя интерпретация аппликации связана с понятием β-редукции.
- Абстракция или λ-абстракция (лат. abstractio — отвлечение, отделение), в свою очередь, строит функции по заданным выражениям. Именно, если {\displaystyle t\equiv t[x]} — выражение, свободно[англ.] содержащее {\displaystyle x}, тогда запись {\displaystyle (\lambda x.t[x])} означает: λ функция от аргумента {\displaystyle x}, которая имеет вид {\displaystyle t[x]}, и обозначает функцию {\displaystyle x\mapsto t[x]}. Здесь скобки не обязательны и использованы для ясности, так как точка является частью нотации и отделяет имя связанной переменной от тела функции. Таким образом, с помощью абстракции можно конструировать новые функции. Требование, чтобы {\displaystyle x} свободно входило в {\displaystyle t}, не обязательно — в этом случае {\displaystyle \ \lambda x.t} обозначает функцию {\displaystyle x\mapsto t}, то есть такую, которая игнорирует свой аргумент.

## α-эквивалентность
Основная форма эквивалентности, определяемая в лямбда-термах, это альфа-эквивалентность. Например, {\displaystyle \lambda x.x} и {\displaystyle \lambda y.y} — это альфа-эквивалентные лямбда-термы, которые оба представляют одну и ту же функцию — а именно, функцию тождества {\displaystyle x\mapsto x}. Термы {\displaystyle x} и {\displaystyle y} не являются альфа-эквивалентными, так как являются свободными переменными.
Вообще говоря, {\displaystyle \alpha }-преобразование — это переименование связанных переменных, не меняющее «смысла» терма. Структурно, два λ-терма {\displaystyle \alpha }-эквивалентны если это один и тот же терм, либо если какие-либо их составляющие термы соответственно {\displaystyle \alpha }-эквивалентны.
Для абстракций, терм {\displaystyle \lambda y.t[y]} {\displaystyle \alpha }-эквивалентен {\displaystyle \lambda x.t[x]}, если {\displaystyle t[y]} это {\displaystyle t[x]} в котором все свободные появления {\displaystyle x} заменены на {\displaystyle y}, при условии, что 1.) {\displaystyle y} не входит свободно в {\displaystyle t[x]}, и 2.) {\displaystyle x} не входит свободно ни в одну абстракцию {\displaystyle \lambda y} внутри {\displaystyle t[x]} (если такие есть).
Требование, чтобы {\displaystyle y} не была свободной переменной в {\displaystyle t[x]} — существенно, так как иначе она окажется «захваченной» абстракцией {\displaystyle \lambda y} после {\displaystyle \alpha }-преобразования, и из свободной переменной в {\displaystyle \lambda x.t[x]} превратится в связанную переменную в {\displaystyle \lambda y.t[y]}.
Второе требование необходимо, чтобы предотвратить случаи, подобные тому, когда, например, {\displaystyle \lambda y.x} является частью {\displaystyle t[x]}. Тогда необходимо произвести {\displaystyle \alpha }-преобразование такой абстракции, например, в данном случае, в {\displaystyle \lambda z.x}.

## β-редукция
Применение некой функции к некоему аргументу выражается в {\displaystyle \lambda }-исчислении как аппликация {\displaystyle \lambda }-терма, выражающего эту функцию, и {\displaystyle \lambda }-терма аргумента. Например, применение функции {\displaystyle f(x)=2x+1} к числу 3 выражается аппликацией
{\displaystyle (\lambda x.2\cdot x+1)\ 3,}
в которой на первом месте находится соответствующая абстракция. Поскольку эта функция ставит в соответствие каждому {\displaystyle x} значение {\displaystyle 2x+1}, для вычисления результата необходимо заменить каждое свободное появление переменной {\displaystyle x} в терме {\displaystyle 2\cdot x+1} на терм 3.
В результате получается {\displaystyle 2\cdot 3+1=7}. Это соображение в общем виде записывается как
{\displaystyle (\lambda x.t)\ a=t[x:=a]}
и носит название β-редукция. Выражение вида {\displaystyle (\lambda x.t)\ a}, то есть применение абстракции к некоему терму, называется редексом (redex). Несмотря на то, что β-редукция по сути является единственной «существенной» аксиомой λ-исчисления, она приводит к весьма содержательной и сложной теории. Вместе с ней λ-исчисление обладает свойством полноты по Тьюрингу и, следовательно, представляет собой простейший язык программирования.

## η-преобразование
{\displaystyle \eta }-преобразование выражает ту идею, что две функции являются идентичными тогда и только тогда, когда, будучи применёнными к любому аргументу, дают одинаковые результаты.
{\displaystyle \eta }-преобразование переводит друг в друга формулы {\displaystyle \lambda x.f\ x} и {\displaystyle f}, но только если {\displaystyle x} не появляется свободно в {\displaystyle f}. Иначе, свободная переменная {\displaystyle x} в {\displaystyle f} после преобразования стала бы связанной внешней абстракцией {\displaystyle \lambda x}, и наоборот; и тогда применение этих двух выражений сводилось бы {\displaystyle \beta }-редукцией к разным результатам.
Перевод {\displaystyle \lambda x.f\ x} в {\displaystyle f} называют {\displaystyle \eta }-редукцией, а перевод {\displaystyle f} в {\displaystyle \lambda x.f\ x} — {\displaystyle \eta }-экспансией.

## Каррирование (карринг)
Функция двух переменных {\displaystyle x} и {\displaystyle y} {\displaystyle f(x,y)=x+y} может быть рассмотрена как функция одной переменной {\displaystyle x}, возвращающая функцию одной переменной {\displaystyle y}, то есть как выражение {\displaystyle \ \lambda x.\lambda y.x+y}. Такой приём работает точно так же для функций любой арности. Это показывает, что функции многих переменных могут быть выражены в λ-исчислении и являются «синтаксическим сахаром». Описанный процесс превращения функций многих переменных в функцию одной переменной называется карринг (также: каррирование), в честь американского математика Хаскелла Карри, хотя первым его предложил Моисей Шейнфинкель (1924).
Соответственно, аппликация n-арных функций — это на самом деле аппликация вложенных унарных функций, одна за другой. Например, для бинарных функций:
```
  (λxy.    ...x...y... )  a  b   =
  (λx.λy.  ...x...y... )  a  b   =
  (λx.(λy. ...x...y... )) a  b   =
 ((λx.(λy. ...x...y... )) a) b   =
      (λy. ...a...y... )     b   =
           ...a...b...
```

## Семантика бестипового λ-исчисления
Тот факт, что термы λ-исчисления действуют как функции, применяемые к термам λ-исчисления (то есть, возможно, к самим себе), приводит к сложностям построения адекватной семантики λ-исчисления. Чтобы придать λ-исчислению какой-либо смысл, необходимо получить множество {\displaystyle D}, в которое вкладывалось бы его пространство функций {\displaystyle D\to D}. В общем случае такого {\displaystyle D} не существует по соображениям ограничений на мощности этих двух множеств, {\displaystyle D} и функций из {\displaystyle D} в {\displaystyle D}: второе имеет бо́льшую мощность, чем первое.
Эту трудность в начале 1970-х годов преодолел Дана Скотт, построив понятие области {\displaystyle D} (изначально на полных решётках, в дальнейшем обобщив до полного частично упорядоченного множества со специальной топологией) и урезав {\displaystyle D\to D} до непрерывных в этой топологии функций. На основе этих построений была создана денотационная семантика языков программирования, в частности, благодаря тому, что с помощью них можно придать точный смысл таким двум важным конструкциям языков программирования, как рекурсия и типы данных.

## Связь с рекурсивными функциями
Рекурсия — это определение функции через саму себя; на первый взгляд, лямбда-исчисление не позволяет этого, но это впечатление обманчиво. Например, рассмотрим рекурсивную функцию {\displaystyle fact}, вычисляющую факториал:
{\displaystyle fact(n)\triangleq \{1,{\text{ if }}n=0;{\text{ else }}n\times fact(n-1)\}}
Эта функция не может быть выражена λ-термом λn.{ 1, if n = 0; else n × (fact (n-1)) }, так как в нём переменная fact является свободной, т.е. нигде не определённой. Эквивалентное выражение (G fact), где
 G := λr.λn.{ 1, if n = 0; else n × (r (n-1)) }
оставляет открытым вопрос, что такое fact. Чтобы найти ответ на этот вопрос, необходимо прежде всего понять что G выражает собой один шаг вычисления факториала в парадигме "открытой рекурсии", вызывая полученную функцию r для выполнения "остатка вычислений". Рекурсивная функция — это, по определению, такая, которая использует саму себя для проведения остатка вычислений. То есть, должно выполняться: 
 Fact = G Fact = G (G Fact) = G (G (G (...)))
Таким образом, Fact является "неподвижной точкой" функционала G: вся работа выполняется повторением "шага вычислений" G неограниченное количество раз, как это продиктовано значением аргумента n: 
 Fact n = G Fact n = G (G Fact) n = G (G (G (...))) n
Функция {\displaystyle fact} ссылается на саму себя посредством ссылки на своё имя, но в лямбда-исчислении у λ-термов имен нет. Разрешение ссылки по имени достигается в программировании посредством лексического связывания через глобальный контекст, но в лямбда исчислении он является неизменяемым. В отсутствие изменяемого глобального контекста, локальный контекст создаётся использованием дополнительных аргументов:
{\displaystyle {\begin{aligned}fact{\text{′}}(n)\ &\triangleq f(f,n)\\&where\\&f(h,n)\triangleq \{1,{\text{ if }}n=0;{\text{ else }}n\times h(h,n-1)\}\\\end{aligned}}}
Здесь функция {\displaystyle f(h,n)} использует аргумент {\displaystyle h} и как функцию для вызова, в качестве "следующего шага вычислений", и передаёт его как дальнейший аргумент для последующего использования самой же вызванной фунцкцией {\displaystyle h}.  Вызов функции-аргумента для выполнения остатка вычислений называется "открытой рекурсией", потому что {\displaystyle h} гипотетически может быть чем угодно.  Вызов функции {\displaystyle f} с самой собой в качестве аргумента на самом верхнем уровне, {\displaystyle f(f,n)}, "замыкает кольцо" и позволяет функции ссылаться на саму себя внутри своего тела, таким образом создавая функцию {\displaystyle fact{\text{′}}} полностью эквивалентную оригинальной рекусивной функции {\displaystyle fact}.
Действительно, рекурсивная функция вызывает саму себя, и само-применяемая функция {\displaystyle f} вызывает саму себя путём само-применения, передавая себя в качестве следующего шага вычислений, так же повторяя это и дальше снова и снова, сколько необходимо. Так как функция {\displaystyle f} описывает один шаг вычисления факториала, повторное использование её снова и снова, по мере необходимости, описывает весь процесс вычисления факториала целиком. 
В таком виде это синтаксически не-рекурсивное определение {\displaystyle fact{\text{′}}} напрямую выражается как λ-терм:
 F := λh. λn. { 1, if n = 0; else n × ((h h) (n-1)) }
     = λh. (λr.λn.{ 1, if n = 0; else n × (r (n-1)) }) (h h)
     = λh. G (h h)
 Fact := F F
Итак F h = G (h h), и следовательно F F = G (F F).  λ-терм (F F) является неподвижной точкой λ-терма G, т.е. представлением рекурсивной функции {\displaystyle fact}, и G ссылается на него через параметр r, выполняя тождество:
 Fact := F F = G (F F) = G Fact = G (G (G (...)))
        = U (λh. G (h h)) = (λg. U λh. g (h h)) G =: Y G
 U := λh. h h
где {\displaystyle U} — это комбинатор самоприменения (самоаппликации), {\displaystyle Uh=h\ h}. Так несколькими элементарными само-очевидными преобразованиями сам собой получается т.н. "комбинатор неподвижной точки" (см. ниже), {\displaystyle Y},
 Y := λg. U λh. g (h h)
 Fact := Y G = G (Y G)
Комбинатор {\displaystyle Y} создает рекурсивную функцию из аргумента, являющегося закрытым (то есть в котором нет свободных переменных) λ-термом исходного выражения функции (то есть без удвоения параметра). То есть {\displaystyle \operatorname {Y} } — это комбинатор неподвижной точки: он вычисляет неподвижную точку своего аргумента. Для закрытого λ-терма с соответствующей арностью, его неподвижная точка выражает рекурсивную функцию, так как {\displaystyle Y\ g\ n=g\ (Y\ g)\ n}, то есть аргумент который здесь создаётся для вызова внутри {\displaystyle g} — это та же самая функция {\displaystyle Y\ g\ }:
 Y g = U λh. g (h h) = g (U λh. g (h h)) = g (Y g)
Действительно,
```
Fact = Y (λr. λn. {1, if n = 0; else n × (r (n-1))})
     = Y G
     = G (Y G)
     = (λr. λn. {1, if n = 0; else n × (r (n-1))}) (Y G)
     = (    λn. {1, if n = 0; else n × ((Y G) (n-1))})
     = (    λn. {1, if n = 0; else n × (Fact  (n-1))})
     = G Fact
```

Итак, {\displaystyle G} — это закрытый функционал, то есть λ-терм, вызывающий свой аргумент в качестве функции; его неподвижная (зафиксированная, неизменяемая) точка — это функция (здесь, {\displaystyle YG=:Fact}), которая передаётся ему в качестве аргумента; а вызов той же самой функции и есть рекурсивный вызов.
Используя {\displaystyle Y}, выписывать F явным образом становится излишним. Все что нужно это "функционал одного шага" G, и его повторение неограниченное число раз достигается автоматически:
 Fact n = Y G n = G (Y G) n = G (G (G (...))) n
        = { 1, if n = 0; else n × (Y G (n-1)) } = ...
Чтобы определить факториал как рекурсивную функцию, мы можем просто написать {\displaystyle \operatorname {Y} G\ n}, где {\displaystyle n} — число, для которого вычисляется факториал. Пусть {\displaystyle n=4}, получаем (подразумевая каррирование, (a b c) = ((a b) c)):
```
Y G 4
Y (λrn.{1, if n = 0; else n×(r (n-1))}) 4
(λrn.{1, if n = 0; else n×(r (n-1))}) (Y G) 4
(λn.{1, if n = 0; else n×(Y G (n-1))}) 4
{1, if 4 = 0; else 4×(Y G (4-1))}
4×(Y G 3)
4×(G (Y G) 3)
4×((λrn.{1, if n = 0; else n×(r (n-1))}) (Y G) 3)
4×{1, if 3 = 0; else 3×(Y G (3-1))}
4×(3×(G (Y G) 2))
4×(3×{1, if 2 = 0; else 2×(Y G (2-1))})
4×(3×(2×(G (Y G) 1)))
4×(3×(2×{1, if 1 = 0; else 1×(Y G (1-1))}))
4×(3×(2×(1×(G (Y G) 0))))
4×(3×(2×(1×{1, if 0 = 0; else 0×(Y G (0-1))})))
4×(3×(2×(1× 1 )))
24
```

Итак, каждое определение рекурсивной функции может быть представлено как неподвижная точка соответствующего закрытого функционала, описывающего «один вычислительный шаг» рекурсивной функции. Следовательно, используя {\displaystyle \operatorname {Y} }, любое рекурсивное определение может быть выражено как лямбда-выражение (λ-терм). В частности, мы можем определить вычитание, умножение, сравнение натуральных чисел и другие арифметические операции, используя рекурсию по необходимости, и выразить эти операции как λ-термы.
Комбинатором называют замкнутое лямбда-выражение, не содержащее свободных переменных и ссылающееся исключительно на свои аргументы. При этом оно может использовать комбинаторы из ограниченного набора базовых, считающихся примитивными. Существуют различные базисы комбинаторной логики, среди которых наиболее известны {\displaystyle S,K,I} и {\displaystyle B,C,W,K}. Эти базисы являются взаимно выразимыми, то есть любой комбинатор из одного базиса можно представить через комбинаторы другого. В частности, комбинаторы {\displaystyle U} и {\displaystyle Y}, как и любые другие, могут быть выражены в обеих системах.
Существует несколько (и вообще-то, бесконечно много) определений комбинаторов неподвижной точки. Вышеуказанное — одно из самых простых:
 Y := λg. (λh. h h) (λh. g (h h))
Используя стандартные комбинаторы {\displaystyle B} и {\displaystyle C},
```
Y g = U (λh. g (U h)) = U (λh. B g U h)
    = U (B g U) = BU (CBU) g
    = S(KU)(SB(KU)) g
    = SS(S(S(KS)K))(K(SII)) g
```

В самом деле:
```
U (B g U) = B g U (B g U)
          = g (U (B g U))
          = g (Y g)
```

Примерaми других комбинаторов неподвижной точки являются, например, комбинатор Тьюринга {\displaystyle \Theta } и комбинатор {\displaystyle Y{\text{′}}}:
 Θ  := (λhg. h h g) (λhg. g (h h g))
      = U(B(SI)U) = SII(S(K(SI))(SII))
 Y′ := (λhg. h g h) (λgh. g (h g h))
      = WC(SB(C(WC))) = SSK(S(K(SS(S(SSK))))K)

## В языках программирования
В языках программирования под «λ-исчислением» зачастую понимается механизм «анонимных функций» — callback-функций, которые можно определить прямо в том месте, где они используются, и которые имеют доступ ко всем переменным, видимым в месте их вызова в текущей функции (замыкание).